# Antonio Martín Martínez
Antonio Martín Martínez (Sevilla, 1 de julio de 1939) es un historiador y editor de historietas español. Pertenece, con Luis Gasca y Antonio Lara, a la primera generación española de teóricos del cómic.

## Biografía

### Inicios profesionales
En 1964, Antonio Martín se diplomó en Prensa Infantil y Juvenil por la Escuela Oficial de Periodismo. Ese año y en el siguiente fue jurado de los Premios Nacionales de Prensa Infantil y Juvenil. 
Colaboró con la Comisión de Información y Publicaciones Infantiles y Juveniles y con varias revistas: "Cuto" de Luis Gasca, "La Estafeta Literaria", "Índice", "Gaceta de la Prensa Española", "Revista de educación" y "Triunfo". En la "Revista de Educación" serió entre diciembre de 1967 y marzo de 1968 su seminal Apuntes para una historia de los tebeos. 
A semejanza de iniciativas francesas contemporáneas como las de Francis Lacassin y Claude Moliterni, impulsó la creación en 1968 del Grupo de Estudios de las Literaturas Populares y de la Imagen (GELPI) y la revista Bang!. 

### Primeros pasos como técnico editorial (1969-1982)
Tras radicarse en Barcelona, Antonio Martín trabajó en la revista "Gaceta Junior", el suplemento infantil de "Diario de Barcelona", las agencias de cómic Comundi y Servinter, la editorial Euredit y el Grupo Planeta. 
No abandonó, pese a ello, su labor investigadora, publicando en 1978 Historia del comic español: 1875-1939, una obra fundamental para conocer este período inicial de la historieta española.

### Director Editorial de la línea de cómics en Planeta (1983-2000)
En enero de 1983, Antonio Martín fue nombrado Director Editorial de Ediciones Forum, un sello del Grupo Planeta dedicado a Marvel Comics.
En el año 2000, fue ascendido a Director Editorial Adjunto a Dirección General, dejando así de ser Director Editorial de la Línea de Cómics. Ese mismo año denunció al entonces joven (26 años) historietista David Ramírez por una entrega de su sección de historieta paródica publicada en la revista Dolmen que consideró ofensiva, y solicitó judicialmente que se le pagara (solidariamente junto con el editor de la revista) la cantidad de cinco millones de pesetas como compensación. 

### Últimos años (2001-presente)
Tras terminar su contrato con Planeta, Antonio Martín ha trabajado de asesor para otras editoriales, como Glénat España.
En mayo de 2021 recibió el Gran Premio del Salón Internacional del Cómic de Barcelona, la primera vez que el reconocimiento fue entregado a alguien que no es un historietista. La decisión fue criticada por algunos autores como Miguel Gallardo, Ana Penyas, Laura Pérez Vernetti, Paco Roca y David Rubín, quienes firmaron una carta señalando que Martín no cumplía con los requisitos necesarios para recibir el premio y recordando la demanda que interpuso contra David Ramírez.

## Comisario de exposiciones
- 1970 – Los tebeos de ayer a hoy. Dirección General de Prensa del Ministerio de Información y Turismo.
- 1976 – Còmic i Comunicació (en catalán). Instituto de Estudios Italianos / Fundación Joan Miró.
- 1977 – Cuarenta años de Cómic político en España. Colegio de Arquitectos de Cataluña y Baleares.
- 1977 – Tebeos para después de una Guerra. Fundación Joan Miró.
- 1982 – El nacimiento del Cómic español, 1875-1917. Primeras Jornadas Culturales del Cómic de Zaragoza / Ayuntamiento de Zaragoza.
- 1982 – Los tebeos de la Guerra Civil, 1936-1939. Primeras Jornadas Culturales del Cómic de Zaragoza / Ayuntamiento de Zaragoza.
- 1983 – Mostra de la Historieta d’Expressió Catalana (en catalán). Generalidad de Cataluña, junto con Alfons López.
- 2000 – Tebeos para después de un Guerra. Ayuntamiento de La Coruña.

## Obra

### Publicaciones monográficas
- 1966 - Teoría y técnica de la Prensa Infantil y Juvenil. Ministerio de Información y Turismo. Obra colectiva.[6]
- 1967 - Prensa Infantil y Juvenil. Pasado y presente. Ministerio de Información y Turismo. Obra colectiva.
- 1967 - Apuntes para una Historia de los tebeos, 1833-1963. Ministerio de Educación y Ciencia (Madrid): Revista de Educación, núms. 194-197,.
- 1973 - Antología SF del Cómic Español. Cincuenta años de historietas españolas de Ciencia-Ficción. Martín Editor (Barcelona): Temas Monográficos de las Literaturas Populares y de la Imagen, nr. 0.
- 1978 - Historia del Cómic español, 1875-1939. Editorial Gustavo Gili (Barcelona). Colección Comunicación Visual.
- 1982 - Carlos Giménez. Norma Editorial (Barcelona). Colección "Un hombre, mil himágenes", nr. 1. Obra colectiva.
- 1997 - Tebeos: los primeros cien años. Biblioteca Nacional / Grupo Anaya. Obra colectiva.
- 1998 - Notas sobre el nacimiento del Cómic en España, 1873-1900. Vubpress-Vub University Press Bruxelles. "Forging a new medium. The Comic Strip in the ninteenth century", obra colectiva.
- 2000 - Los inventores del Cómic español, 1873-1900. Planeta-DeAgostini. Colección Moebius, Serie Antología / Pioneros de la Historieta, nr. 1.
- 2000 - Apuntes para una Historia de los tebeos, 1833-1963. Glénat España (Barcelona). Colección Viñetas, nr. 1.
- 2021 - Desde la Penumbra: Eclipse en Comics Forum 1989-1992. Plan B Publicaciones, S.L. ISBN 978-8418510816.

### Columnas
- 1967 – Documentación y Bibliografía (en Gaceta de la Prensa española; Bang!, revistas y boletines, en 1968).[6]
- 1968 – Mostra del Cómic Internacional (en la revista Cavall Fort).
- 1969 – Magos de la Historieta (en Gaceta Junior).
- 1970 – Museo de la Historieta (en Bang!).
- 1971 – Museo de los tebeos (en Bang!).
- 1971 – Cómic Terror (en Terror Fantastic).
- 1980 – Indeterminada (en Diario de Barcelona).
- 1980 – Historia del dibujante de Cómic español (en Comix Internacional y Ilustración), junto con Josep Toutain.
- 1989 – Desde la penumbra (en varias cabezeras del sello Planeta).
- 1993 – Los tebeos de mamá (en Barbie, época II).
- 1995 – Viñetas caídas (en Slumberland-Slumber).